# Бріана Бенкс
Бріа́на Бенкс (англ. Briana Banks), при народженні Ба́ні (нім. Briana Bany), нар. 21 травня 1978 року, Мюнхен, Німеччина) — американська фотомодель, порноакторка німецького походження. Відома під псевдонімом Міра́ж (англ. Mirage).

## Біографія
Бріана Бані народилася в Мюнхені, Баварія у німецького батька та італо-американської матері. Вони переїхали до Англії, коли їй було 4 роки, і до Лос-Анджелесу, Каліфорнія, США до передмістя Сімі-Валлі, коли їй було 7 років. Її батько досі живе в Німеччині. Вона переїхала з будинку матері в 16 років, взявши 14-річну сестру з собою. Вона отримала опіку над сестрою, коли їй виповнилося 18 років. Була моделлю в підлітковому журналі Teen. Працювала в різних місцях: у піцерії, клерком у магазині декоративно-прикладного мистецтва, секретаркою.

## Кар'єра
У порноіндустрії Бріана з'явилася в 1999, коли їй був 21 рік. Тоді почала використовувати псевдонім Mirage. Її дебютом став порнофільм «Університетські однокурсники» (англ. University Co-Eds 18) студії Dane Entertainment, а також у серіалі Еда Пауерса «Більше брудних дебютанток, частина 108» (англ. More Dirty Debutantes 108) і «Відео діви, частина 47» (англ. Video virgins 47).
З 2000 року, після двох операцій зі збільшення грудей, змінила прізвище на Бенкс. Першим її фільмом з новим псевдонімом став Decadent Whores 9, студії Legend Video. У 2001 році стає дівчиною місяця журналу Penthouse. У тому ж році підписує контракт з Vivid Entertainment.
У 2004 році випускає книгу «How To Have a XXX Sex Life: The Ultimate Vivid Guide», в якій вона та інші зірки Vivid дають поради про секс та розповідають історії з власного сексуального життя.
13 жовтня 2006 Бенкс подала до федерального суду позов на понад 75 тисяч доларів США за моральний збиток від Doc Johnson Enterprises, заявивши, що він створив несанкціонований продукт, повторюючи форми її геніталій. У цьому ж році вона зробила паузу у зйомках у порнофільмах і, повернувшись у 2008 році, одразу отримала п'ять номінацій на премію AVN Award.
У 2011 році знову ненадовго залишила порноіндустрію, але у 2016 повернулася і в тому ж році була включена в Зал слави XRCO.
На 2022 Бріана Бенкс знялася в понад 530 порнофільмах.

## Особисте життя
Протягом кількох років зустрічалася з порноактором Боббі Вітале, розійшлися у 2006 році.

## Нагороди
- 2001 — Penthouse Pet Of The Month — Червень
- 2001 — Hot D'Or Cannes 2001 — Найкраща нова порнозірка (Best American New Starlet)
- 2003 — AVN Awards в категорії «Best Renting Title of the Year» і «Best Selling Title of the Year» за порнофільм «Briana Loves Jenna»
- 2008 — посіла шосте місце по рейтингу найпопулярніших порноакторок[9]
- 2009 — включена до Зали слави AVN